# 4-甲氧基甲氧基苯胺
4-甲氧基甲氧基苯胺是一种有机化合物，化学式为C8H11NO2。它可由4-硝基苯酚和氯甲醚在二异丙基乙胺存在下反应，再经催化氢化（还原）制得。
它和乙酸酐反应，可以得到N-(4-甲氧基甲氧基苯基)乙酰胺。